# 雷波槭
雷波槭（学名：Acer leipoense）为无患子科槭属的植物，是中国的特有植物。分布在中国大陆的四川等地，生长于海拔2,100米至2,200米的地区，见于混交林中，目前已由人工引种栽培。
落叶小乔木，可達8米高，叶浅裂，3裂片，叶长9－11厘米，宽7－12厘米。

## 异名
- Acer leipoense Fang et Soong ssp. leucotrichum Fang